# Rybník (district de Domažlice)
Pour les articles homonymes, voir Rybník.
Rybník (en allemand : Waier) est une commune du district de Domažlice, dans la région de Plzeň, en République tchèque. Sa population s'élevait à 181 habitants en 2017.

## Géographie
Rybník se trouve à 9 km au sud-ouest de Hostouň, à 21 km au nord-ouest de Domažlice, à 57 km à l'ouest-sud-ouest de Plzeň et à 142 km à l'ouest-sud-ouest de Prague.
La commune est limitée par Bělá nad Radbuzou au nord, par Mutěnín, Hora Svatého Václava et Poběžovice à l'est, par Nemanice au sud, et par l'Allemagne à l'ouest.

## Histoire
La première mention écrite de la localité date de 1748.

## Administration
La commune se compose de sept quartiers :
- Mostek
- Rybník
- Závist